# Saque de Filipópolis

Diagramação da invasão de 250-251

O saque de Filipópolis ocorreu no verão de 250 ou 251, quando uma coalizão de invasores bárbaros liderados pelo rei gótico Cniva cercou e invadiu a cidade de Filipópolis, a atual Plovdiv búlgara, que à época estava sendo protegida pelo governador da Trácia Tito Júlio Prisco. A invasão deveu-se a um acordo selado com Prisco, que pretendeu entregá-la pacificamente, porém, após adentrarem, os sitiantes saquearam a localidade, matando e capturando muitos romanos.

## Antecedentes
Logo após a ascensão de Décio ao trono em 249, as tribos bárbaras que habitaram além-Danúbio invadiram as províncias da Dácia, Mésia Superior e Mésia Inferior em resposta ao cessar de pagamento de tributos. Em 250, os carpos invadem a Dácia, o leste da Mésia Superior e oeste da Mésia Inferior. Ao mesmo tempo, uma coalizão composta por elementos tribais (taifalos, peucinos, asdingos e carpos) e desertores romanos liderada pelo rei gótico Cniva cruzou a fronteira romana e avançou em duas colunas.
A primeira coluna do exército de Cniva, um destacamento de c. 20 000, sitiou Marcianópolis (atual Devnja, Bulgária) sem sucesso e então partiu para sul para sitiar Filipópolis (atual Plovdiv, Bulgária). Cniva, por sua vez, cruzou o Danúbio rumo a Esco e então Nova (atual Svishtov), onde foi repelido pelo governador Treboniano Galo. Dali marchou contra Nicópolis, que pretendia saquear, e foi derrotado por Décio. Após alguns revezes, Cniva moveu-se para sul através do monte Hemo e Décio o perseguiu para salvar Filipópolis. Quando o exército romano estava estacionado em Beroia (atual Stara Zagora), foi surpreendido pelas tropas bárbaras, e Décio fugiu para Esco, enquanto Cniva pode saquear a Mésia e partir para Filipópolis.

## Saque e rescaldo
É impreciso se o ataque de Cniva contra Filipópolis ocorreu no verão de 250 ou 251, sendo a data disputada pelos historiadores. Seja como for, após longo cerco, as tropas estacionadas no interior da cidade nomearam Tito Júlio Prisco como imperador e ele partiu para uma ofensiva diplomática, com intuito de entregar a cidade sem-resistência aos sitiantes. Os bárbaros concordaram, porém, após adentrarem os portões, iniciaram o massacre da população e provavelmente assassinaram Prisco, que não é mais citado nas fontes. Segundo Amiano Marcelino, 100 000 pessoas foram mortas e outras tantas aprisionadas, incluindo membros da classe senatorial romana.
O saque de Filipópolis incitou o imperador a agir. Após interceptar partidários dos germânicos e reparar as fortificações danúbias, dirigiu-se contra os godos, que foram cercados pelas forças romanas numericamente superiores enquanto tentavam retirar-se. Décio atacou-os próximo a uma pequena cidade chamada Abrito (atual Razgrado).